# Национални војни музеј (Малта)
Национални војни музеј је смештен у тврђави Сент Елмо у граду Валета, Малта. То је један од најпопуларнијих музеја на Малти. Од 1975. до 2014. године његова се збирка углавном фокусирала на Први и Други светски рат. Обновљен је 2015. године, а његове збирке сада укључују и експонате од бронзаног доба до 2004. године. 

## Локација
Музеј је смештен у старој дворани за обуку у Доњем Сент Елму. Првобитно је то било складиште барута, која је претворено у арсенал оружја око 1853. године. Посаде против-авионског наоружања тамо су обучаване током Другог светског рата.
Доњи Сент Елмо је доњи део утврђења Сент Елмо, саграђен у 18. и 19. веку. Изграђен је након првобитне утврде (Горњи Сент Елмо) и спољних зидова утврђења, и представља најурушенији део тврђаве. 

## Збирке
Од обнове 2015. године, музеј садржи артефакте који се односе на војну историју Малте у распону од бронзаног доба до уласка Малте у Европску унију 2004. године. 
Најважнија збирка музеја односи се на Други светски рат. Постоје разни фотографски панели који приказују живот на Малти током рата, посебно тешкоће цивилног становништва и штете од ваздушног бомбардовања. Један од најважнијих експоната је труп авиона Gloster Sea Gladiator N5520, јединог преживелог Ловца бомбардера (Hal Far Fighter Flight). Музеј такође садржи џип Вилис 'Хaски' који је користио Двајт Д. Aјзенхауер пре инвазије на Сицилију, а такође и Рузвелт током посете Малти. Џорџов крст којим је краљ Георге VI одликовао народ Малте за храброст, у априлу 1942. године такође је изложен у музеју. Колекција садржи и олупине срушених авиона, заробљене немачке митраљезе, торпедо, минобацаче и друго оружје.

## Реновирање
Музеј је затворен за јавност 21. септембра 2014. током рестаурације тврђаве Ст. Елмо. Током процеса рестаурације откривени су непознати тунели, подземне просторије, остаци изворне утврде и темељи ветрењаче која датира из  пре-британског периода. Реновиран је и поново отворен у мају 2015. године, са повећаном збирком од првобитне збирке у музеју.